# أنظمة مالين لعلوم الفضاء
أنظمة مالين لعلوم الفضاء (MSSS) هي شركة مقرها سان دييغو في ولاية كاليفورنيا، تطورالتصاميم، وتصنع المعدات المخصصة للسفر على متن المركبات الفضائية غير المأهولة. ويرأس المؤسسة كبير العلماء والمدير التنفيذي مايكل س. مالين.
تأسست في عام 1990، وكانت مهمتهم الأولى وقد فشلت عام 1993 مستكشف المريخ التي من أجلها تم تطوير وتشغيل الكاميرا Camera Ground Data System . بعد هذه البعثة تم اختيارهم لتزويد الكاميرا الرئيسية للالماسح الشامل للمريخ. الماسح المريخى الجلوبال.
صممت أيضا الكاميرات التي حملت على لاندر القطبى المريخى أوديسي 2001 المريخى المتتبع الاستطلاع المريخى , العنقاء و فينيكس لاندر.

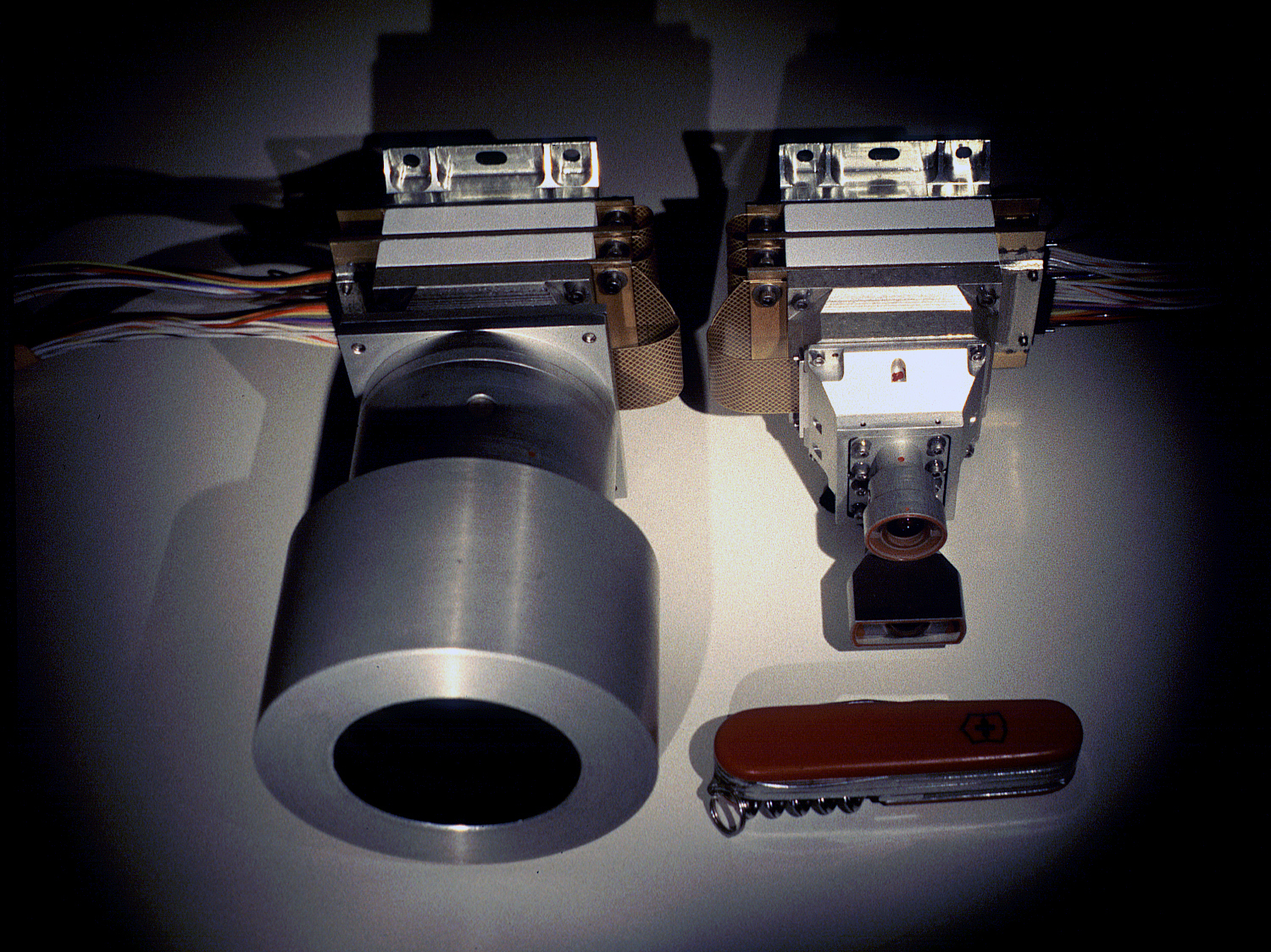
Mars Color Imager on the Mars Reconnaissance Orbiter

كان واحدا من أنجح معداتها حتى الآن كاميرا المراقب المريخ (MOC)، التي وضعت على متن مساح المريخ العالمي في مدار حول المريخ في سبتمبر عام 1997. ومنذ ذلك التاريخ وحتى نوفمبر 2006، تولى MOC التقاط أكثر من 243,000 صورة للمريخ، بنمط عالي الدقة.وكان من بين نجاحات MOCS الملحوظة في التصوير هو مواقع الهبوط لإثنين من عربات مستكشف المريخ (discarded heatshield لواحدة من روفرز كانت قد رصدت). حتى قبل الهبوط وكانت الصور من MOCS مفيدة جدا في اختيار الأماكن للعربتين روفرز .

## قائمة المنتجات
المصنعة مالين الكاميرات التالية للمركبات فضاء ناسا:
- المصور المريخى اللونى
- كاميرا السياق (CTX)
- كاميرا المتتبع المريخى
- كاميرا جونو (مسبار)